# Szymanów (powiat lipski)
Szymanów – wieś sołecka w Polsce położona w województwie mazowieckim, w powiecie lipskim, w gminie Lipsko. Obok miejscowości przepływa Strużanka, dopływ Iłżanki.
Nazwa wsi pochodzi od imienia Szymona, który był właścicielem ziemskim, posiadającym tereny obecnie należące do wsi. Miejscowość wcześniej nosiła nazwę Mochów. 
| SIMC    | Nazwa       | Rodzaj    |
| ------- | ----------- | --------- |
| 0628371 | Bronisławek | część wsi |

Na terenie wsi znajdowały się budynek Poczty Polskiej oraz Publiczna Szkoła Podstawowa im. Komisji Edukacji Narodowej, w budynku której obecnie mieści się Młodzieżowy Ośrodek Socjoterapii.
W latach 1975–1998 miejscowość należała administracyjnie do województwa radomskiego.
Wierni Kościoła rzymskokatolickiego należą do parafii Świętej Trójcy w Lipsku.